# Mosillus
Mosillus is een vliegengeslacht uit de familie van de oevervliegen (Ephydridae).

## Soorten
- M. bidentata (Cresson, 1926)
- M. nigroaenea (Walker, 1852)
- M. stegmaieri Wirth, 1969
- M. subsultans (Fabricius, 1794)
- M. tarsalis (Walker, 1852)
- M. tibialis Cresson, 1916